# Medvežje
Medvežje (rusky Медвежье озеро znamená Medvědí jezero) je slané a bezodtoké jezero v Kurganské oblasti v Rusku. Má rozlohu 61,3 km². Leží ve východní části Tobol- Išimského meziříčí v nadmořské výšce 113 m.

## Vodní režim
Zdrojem vody je tající sníh. Průměrná teplota vody je v létě 20 °С. Jezero zamrzá nepravidelně. Led se na něm objevuje od listopadu do března.

## Využití
Na břehu leží lázně Medvědí jezero.